# Ahimen
Ahimen (lat. Achimenes nom. cons.), biljni rod od dvadesetak vrsta višegodišnjeg suptropskog i tropskog bilja vernakularno nazivanog čarobni cvijet i udovičine suze. Pripada porodici gesnerijevki, a vrste su rasprostranjene po Meksiku i Srednjoj Americi. 
Križanjem su nastali i neki dekorativni hibridi a neke vrste se gaje po vrtovima ili kao sobne biljke.

## Opis roda
Achimenes je zeljasti rod od oko 25 vrsta, rasprostranjen od juga Meksika do Srednje Amerike. A. erecta također je poznata iz dijelova Kariba i Kolumbije, a A. pedunculata iz Ekvadora. Rod je član potplemena Gloxiniinae unutar tribusa Gesnerieae.
Članovi roda obično se nalaze u tropskim šumama s izmjeničnim vlažnim i suhim sezonama, često na stijenama obraslim mahovinom ili u blizini potoka. Većina Achimenes prilagođena je sezonskoj suši i poput drugih članova podplemena imaju "ljuskave rizome", podzemne strukture prilagođene od stabljika i lišća. Svaki ljuskavi rizom (kod Achimenes, od 1 do 3 cm dugačak) sastoji se od središnje stabljike s modificiranim listovima ("ljuskama") nagomilanim oko stabljike. Gornje stabljike i lišće biljke će odumrijeti tijekom suše, a klice iz rizoma će se pojaviti nakon što kiša ponovno počne. Prisutnost rizoma koji se protežu iz biljke može dovesti do značajnih kolonija. Oni također pružaju jednostavan mehanizam za razmnožavanje i distribuciju u uzgoju.
Achimenes se već dugo uzgaja zbog svojih lijepih cvjetova i lakoće uzgoja/razmnožavanja. Navike biljaka su promjenjive, s nekim vrstama koje su ukočeno uspravne, a druge se vuku i penju. Izgled cvijeta također uvelike varira. Jedna je posljedica toga da je rod bio prepun taksonomskih problema jer su sakupljači i hortikulturisti primjenjivali različita imena rodova na različite različite vrste. Ime Achimenes izvorno je primijenjeno na ono što sada poznajemo kao vrstu Columnea, ali je naknadno sačuvano za sadašnju skupinu na temelju objave Persoona (1806.). Druga imena koja su se nekada primjenjivala na rod su Cyrilla, Trivirana, Locheria i Scheeria, između ostalih.
Smatra se da je cvjetna raznolikost u rodu prilagodba između biljaka i oprašivača. Nedavne genomske studije usredotočile su se na razumijevanje ove raznolikosti kako bi se procijenili obrasci evolucije u rodu. Ovo je istraživanje pokazalo da se hibridizacija dogodila prirodno, s protokom gena između vrsta koji pridonose morfološkim promjenama i raznolikosti.
U uzgoju se hibridi i mnoge vrste mogu uspješno uzgajati u zatvorenom prostoru ili u zasjenjenim vanjskim prostorima. Razmnožavanje je općenito sakupljanjem rizoma. Na kraju vegetacijske sezone lonci se obično osuše i u dogledno vrijeme zemljana kugla se razdvoji, a rizomi se sakupe za ponovnu sadnju. Svaki izvorni rizom u loncu proizvest će mnogo više rizoma tijekom vegetacijske sezone. Rizomi se mogu ostaviti na mjestu, a niknut će u proljeće, nakon primjene skromnih količina vode.

## Vrste
1. Achimenes admirabilis Wiehler
2. Achimenes antirrhina (DC.) C.V.Morton
3. Achimenes brevifolia C.V.Morton
4. Achimenes candida Lindl.
5. Achimenes cettoana H.E.Moore
6. Achimenes dulcis C.V.Morton
7. Achimenes erecta (Lam.) H.P.Fuchs
8. Achimenes fimbriata Rose ex C.V.Morton
9. Achimenes flava C.V.Morton
10. Achimenes glabrata (Zucc.) Fitzg.
11. Achimenes grandiflora (Schiede) DC.
12. Achimenes heterophylla (Mart.) DC.
13. Achimenes hintoniana Ram.-Roa & L.E.Skog
14. Achimenes ixtapaensis Beutelsp. & J.Mart.-Mel.
15. Achimenes longiflora DC.
16. Achimenes mexicana (Seem.) Benth. & Hook.f. ex Fritsch
17. Achimenes misera Lindl.
18. Achimenes mortoniana Ram.-Roa & L.E.Skog
19. Achimenes nayaritensis L.E.Skog
20. Achimenes obscura C.V.Morton
21. Achimenes occidentalis C.V.Morton
22. Achimenes patens Benth.
23. Achimenes pedunculata Benth.
24. Achimenes saxicola (Brandegee) C.V.Morton
25. Achimenes skinneri Gordon ex Lindl.
26. Achimenes woodii C.V.Morton